# Šestiúhelník
Šestiúhelník, cizím slovem hexagon (z řeckého héxa = šest a gonia = úhel) je rovinný geometrický útvar, mnohoúhelník se šesti vrcholy a šesti stranami. Součet velikostí vnitřních úhlů šestiúhelníku je 720° (4π). Pravidelný šestiúhelník je složen z šesti shodných rovnostranných trojúhelníků.

## Pravidelný šestiúhelník

Pravidelný šestiúhelník a jeho rozměry

Vnitřní úhly pravidelného šestiúhelníku (všechny strany a úhly jsou si rovné) mají velikost 120°. Stejně jako čtverce a rovnostranné trojúhelníky, lze i šestiúhelníky poskládat vedle sebe bez mezer a zcela tak vyplnit rovinu. Tímto způsobem jsou vytvářeny včelí plástve.

### Parametry
Pro pravidelný šestiúhelník se stranou délky a platí:
- obvod: {\displaystyle 6\cdot a}
- minimální průměr: {\displaystyle a{\sqrt {3}}\approx 1{,}732\cdot a}
- maximální průměr: {\displaystyle 2\cdot a}
- obsah: {\displaystyle {\frac {3{\sqrt {3}}}{2}}a^{2}}

### Konstrukce pravidelného šestiúhelníku
Pravidelný šestiúhelník lze sestrojit s pravítkem a kružítkem. Následující animace vychází z Eukleidových Základů, Kniha IV, Věta 15.
Existuje však i jiný způsob, který se používá ve školách: